# Ховельмо, Трюгве
Трюгве Магнус Ховельмо (норв. Trygve Magnus Haavelmo; 13 декабря 1911, Шедсму — 28 июля 1999, Осло) — норвежский экономист. Лауреат Нобелевской премии 1989 г. «за прояснение теории вероятностей, заложившее основы эконометрики, и его исследования одновременных экономических структур».
В 1933 получил степень бакалавра экономики в Университете Осло.
В 1939 г. в качестве стипендиата Рокфеллеровского фонда уехал в США. Степень доктора получил в 1941 в Гарвардском университете, защитив диссертацию на тему «Вероятностный подход в эконометрике». В 1942—1944 гг. сотрудник торговой миссии Норвегии. В 1945 году торговый атташе посольства Норвегии в Вашингтоне.
В 1947 году вернулся на родину. В течение года возглавлял отдел министерства торговли, промышленности и финансов.
В 1948—1979 годах профессор экономики в Университете Осло.
1957 — президент Эконометрического общества.

## Сочинения
- «Исследования в области теории экономической эволюции» (A Study in the Theory of Economic Evolution, 1954);
- «Исследования в области теории инвестиций» (A Study in the Theory of Investment, 1960).